# Řád avizských rytířů
Řád avizských rytířů (portugalsky: Ordem de São Bento de Avis) byl původně duchovní řád, který roku 1789 sekularizovala královna Marie I. Portugalská a proměnila ho v záslužný vojenský řád.

## Historie řádu

Znak řádu

Řád avizských rytířů vznikl z vojenského bratrstva, které se sdružilo k boji proti Maurům. Král Alfons I. je proměnil roku 1162 v duchovní rytířský řád, kterému byly dány stanovy dle řehole sv. Benedikta. Roku 1188 se příslušníci řádu usídlili v městě Evora, podle něhož se zval řádem evorským. Papež Celestýn II. řád potvrdil roku 1192.
Později roku 1223 obdrželi rytíři darem od krále Alfonse II. pohraniční pevnost Aviz, dle níž se pak řád pojmenoval. V letech 1213–1385 byl řád spojen s calatravským řádem.
Od roku 1551 byl velmistrem řádu automaticky portugalský král. Při sekularisaci v roce 1789 byl řád tak bohatý, že jeho roční příjmy obnášely 80.000 dukátů.

## Současnost
Nyní je udělován Portugalskou republikou jako řád záslužný a je rozdělen na pět tříd. Odznakem je zeleně emailovaný kříž s liliovitými konci, nad ním osmihranná hvězda, z jejíchž úhlů zlaté paprsky vybíhají; na zlatém středním štítku je v zeleném věnci červené planoucí srdce. Odznak se nosí na zelené stužce.
Z Portugalska přešel řád také do Brazílie, kde z ustanovení císaře Pedra II. ze dne 9. září 1843 se stal řádem občanským a politickým. Odznak byl týž jako v Portugalsku s tím rozdílem, že se nosil na zelené stužce s červenou obrubou.